# Celestino Alfonso
Pour les articles homonymes, voir Alfonso.
Celestino Alfonso, né le 1er mai 1916 à Ituero de Azaba (Province de Salamanque, Espagne) et mort le 21 février 1944, fusillé au fort du Mont-Valérien, est un républicain espagnol, soldat volontaire des FTP-MOI au sein du Groupe Manouchian-Boczov-Rayman, dont une dizaine avaient leur portrait sur l'Affiche rouge.

## Biographie

### Jeunesse
Celestino Alfonso et ses parents arrivent en France en 1927 et s'installent à Ivry-sur-Seine. En 1934, il adhère aux Jeunesses communistes et devient responsable du groupe d'Ivry-sur-Seine.
En 1936, il part comme volontaire pour l'Espagne républicaine, dans les Brigades internationales, où il arrive le 27 août 1936. Il sert comme mitrailleur avec le grade de sergent à la 3e Brigade puis, à partir de 1937, dans la 14e Brigade en tant que lieutenant en qualité de commissaire politique de compagnie. Blessé à la main droite en 1938, il entre à l'intendance et est nommé peu après commissaire politique de la 2e Brigade avec le grade de capitaine.
En février 1939, il est interné au camp d'Argelès-sur-Mer et en sort le 7 décembre de la même année pour intégrer une compagnie de travailleurs étrangers (CTE).

### Seconde Guerre mondiale

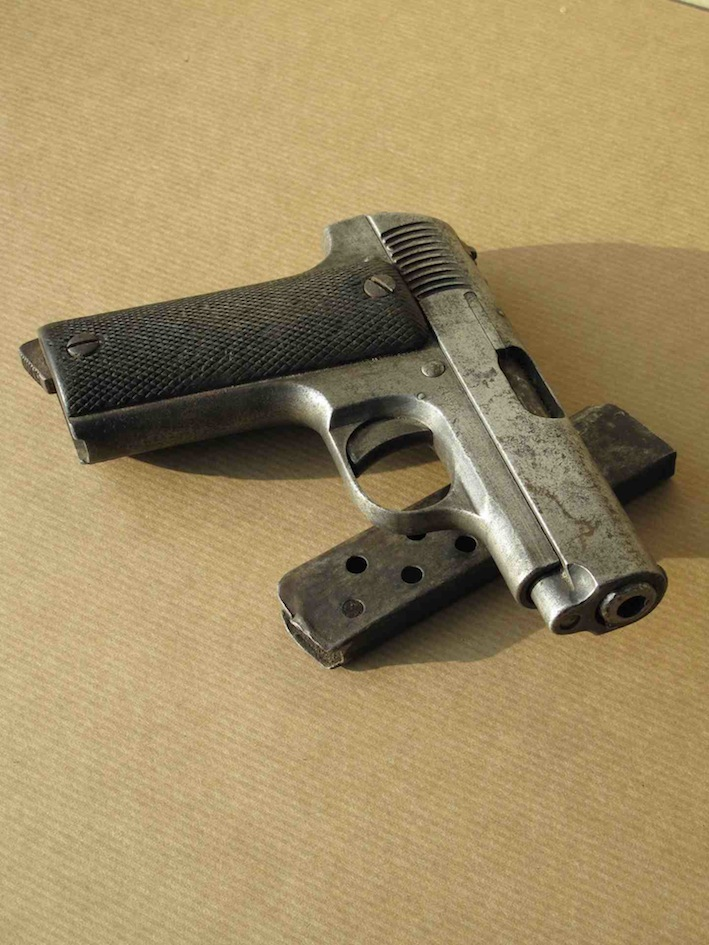
Pistolet Ruby ' (calibre 7,65 Browning) utilisé pendant l'Occupation par Celestino Alfonso, membre du groupe dit « Manouchian » (coll. Musée de la Résistance nationale à Champigny-sur-Marne).

Revenu à Paris en juin 1940, il travaille jusqu'en janvier 1941, date à laquelle il est arrêté puis incarcéré à la caserne des Tourelles où il séjourne un mois. Libéré, il est envoyé en Allemagne pour travailler jusqu'au 18 juin 1941.
Revenu en France, il milite au Parti communiste clandestin. Il entre en résistance et distribue des tracts. Durant cette période, il est embauché au camp de Satory, au garage automobile Chaillot rue de Chaillot, et aux Établissements ACO à Villacoublay.
En novembre 1942, après l'arrestation de plusieurs de membres de son groupe, il quitte Paris pour Orléans.
En juillet 1943, de retour à Paris il intègre les FTP-MOI de la région parisienne, sous le pseudonyme de Pierrot, dans l'équipe constituée de Leo Kneler et de Marcel Rajman avec lesquels il participe à plusieurs opérations :
- le 28 juillet 1943, les trois hommes lancent une grenade avenue Paul-Doumer contre la voiture du général Ernst von Schaumburg, commandant du Grand Paris. Toutefois, l'attentat échoue car le général ne se trouve pas, alors, dans son véhicule ;
- le 19 août, Alfonso est désigné pour assassiner un officier allemand qui, chaque jour, vient lire son journal au parc Monceau ;
- le 28 septembre, Missak Manouchian, Leo Kneler, Marcel Rayman et Celestino Alfonso tuent, rue Pétrarque, un haut dignitaire dont ils ne connaissent pas le nom. Ils apprennent par la suite qu'il s'agit du SS Julius Ritter, responsable du Service du travail obligatoire (STO) en France[3].

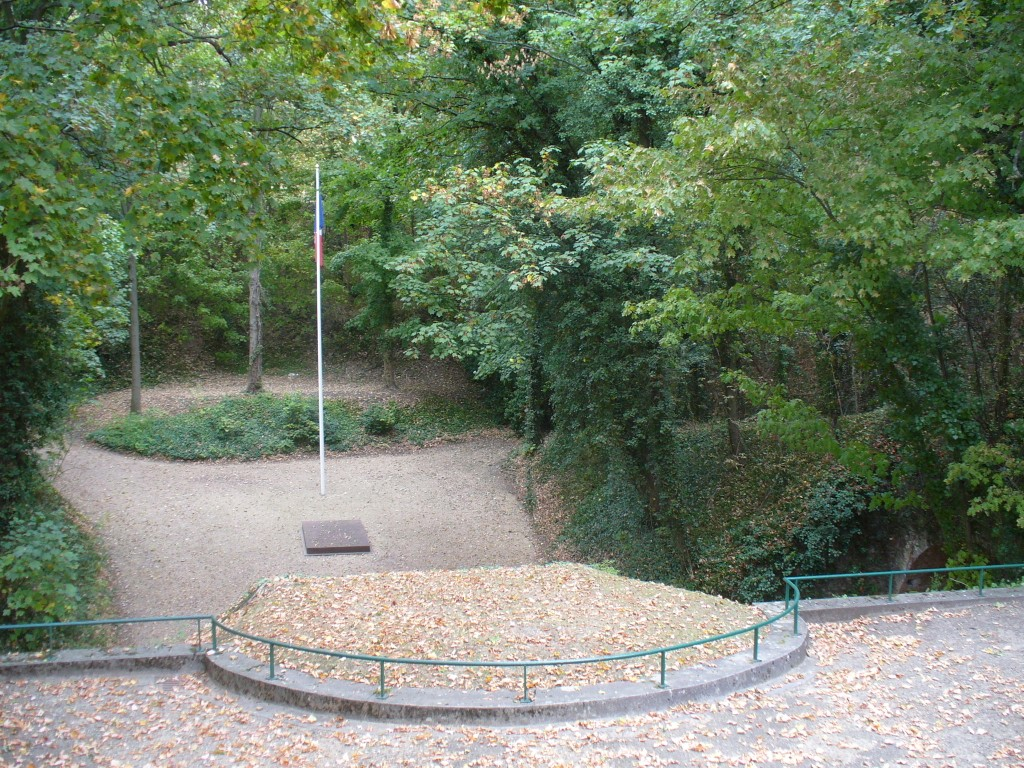
Clairière des fusillés au Mont-Valérien.

### Récit de l'assassinat de Julius Ritter
Le service de renseignement FTP-MOI, a remarqué un renforcement des mesures de sécurité rue Saint-Dominique, à Paris : une grosse Mercedes garnie sur les ailes de fanions à croix gammée, pénétrait régulièrement dans la cour de la Maison de la Chimie et un dignitaire nazi en descendait. Après quatre mois de filatures, la direction militaire de la MOI avise Marcel Rajman, Leo Kneler et Celestino Alfonso de préparer un plan d'attaque contre ce dignitaire. L'opération est placée sous l'autorité de Missak Manouchian, responsable militaire des FTP-MOI, depuis fin août 1943.
Le 28 septembre 1943, à 8 h 30, la Mercedes stationne quelques minutes avant d'emporter son passager. Celestino Alfonso tire sur l'officier SS quand il monte en voiture. Les vitres amortissent les balles. L'homme est blessé ; il tente de fuir par la portière opposée, mais Marcel Rayman l'achève de trois balles.
C'est par la presse allemande que les combattants apprennent l'identité du personnage : il s'agit de Julius Ritter, responsable du STO en France. La dénonciation en première page de cet « acte abominable » et les obsèques officielles en l'église de la Madeleine donnent plus d'éclat encore à l'opération.

Pour l'avant-dernier survivant du groupe Manouchian, mort en 2011, Henri Karayan : 

« Celestino était notre meilleur tireur, une balle ça suffisait, une balle ou deux. »

### Arrestation
Filés par la 2e brigade spéciale, Celestino Alfonso est arrêté, le 17 novembre 1943, entre son domicile du 16 rue de Tolbiac et Ivry-sur-Seine alors qu'il allait voir sa mère. Incarcéré à la prison de Fresnes, Celestino Alfonso est condamné à mort et fusillé au fort du Mont-Valérien le 21 février 1944 avec 21 autres membres des FTP-MOI, dont les dix de l'Affiche rouge,,.

### Affiche rouge

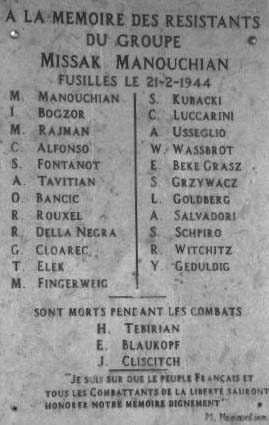
Mémorial de l'Affiche rouge à Valence.

Son nom figure sur l'« Affiche rouge » éditée par les Allemands : 

« Alfonso, Espagnol rouge, 7 attentats »

## Mort pour la France
La mention « mort pour la France » est attribuée à Celestino Alfonso par le ministère des Anciens Combattants en date du 14 mai 1945.

## Hommage
La ville d'Ivry-sur-Seine donne son nom à une rue le 27 juillet 1945.
Le 21 février 2024, il est cité « Mort pour la France », ainsi que ses 23 autres camarades, avec l'entrée de Missak et de Mélinée Manouchian lors de la cérémonie de panthéonisation en présence d'Emmanuel Macron, président de la République française. Une plaque portant son nom et ceux des 23 résistants du groupe Manouchian est apposée au Panthéon. Son portrait figure avec les autres camarades du groupe des FTP-MOI de l'Île-de-France.
En mai 2024, la ville de Paris décide de nommer une allée du 13e arrondissement en sa mémoire.

## Liste des membres du groupe Manouchian assassinés
La liste suivante des 23 membres du groupe Manouchian assassinés par les Allemands signale par la mention (AR) les dix membres que les Allemands ont fait figurer sur l'Affiche rouge :
- Celestino Alfonso (AR), Espagnol, 27 ans
- Olga Bancic, Roumaine, 32 ans (seule femme du groupe, guillotinée en Allemagne le 10 mai 1944)
- Joseph Boczov [József Boczor; Wolff Ferenc] (AR), Hongrois, 38 ans - Ingénieur chimiste
- Georges Cloarec, Français, 20 ans
- Rino Della Negra, Italien, 19 ans
- Thomas Elek [Elek Tamás] (AR), Hongrois, 18 ans - Étudiant
- Maurice Fingercwajg (AR), Polonais, 19 ans
- Spartaco Fontanot (AR), Italien, 22 ans
- Jonas Geduldig, Polonais, 26 ans
- Emeric Glasz [Békés (Glass) Imre], Hongrois, 42 ans - Ouvrier métallurgiste
- Léon Goldberg, Polonais, 19 ans
- Szlama Grzywacz (AR), Polonais, 34 ans
- Stanislas Kubacki, Polonais, 36 ans
- Cesare Luccarini, Italien, 22 ans
- Missak Manouchian (AR), Arménien, 37 ans
- Armenak Arpen Manoukian, Arménien, 44 ans
- Marcel Rajman (AR), Polonais, 21 ans
- Roger Rouxel, Français, 18 ans
- Antoine Salvadori, Italien, 24 ans
- Willy Schapiro, Polonais, 29 ans
- Amedeo Usseglio, Italien, 32 ans
- Wolf Wajsbrot (AR), Polonais, 18 ans
- Robert Witchitz (AR), Français, 19 ans

## Décoration
- Médaille de la Résistance française, à titre posthume par le décret du 31 mars 1947[11].

## Filmographie
- L'Affiche rouge de Frank Cassenti, sorti en 1976 et restauré en 2K en 2024 pour la panthéonisation de Missak et Mélinée Manouchian (le rôle de Celestino Alfonso est interprété par Mario Gonzales).
- L'Armée du crime de Robert Guédiguian, sorti en 2009 (le rôle de Celestino Alfonso est interprété par Miguel Ferreira).